# Осипенко (Бердянський район)
Осипе́нко (колишні назви — Новоспасівка, Нейгофнунг) — село в Україні, у Бердянському районі Запорізької області. Населення становить 4667 осіб. Центр Осипенківської сільської громади. З 28 лютого 2022 року село знаходиться під контролем російських військ.

## Географія
Село Осипенко знаходиться на березі річки Берда (в основному на лівому березі), за 14 км від місця її впадіння в Азовське море, вище за течією на відстані 5 км розташоване село Радивонівка, нижче за течією на відстані 5 км розташоване село Старопетрівка. За правому березі річки розташоване велике дачне селище. Поруч проходить автомобільна дорога М14 (E58).

## Історія
Масове заселення Приазов'я розпочалося після приєднання краю до Російської імперії. 1805 року група кріпаків-втікачів з Полтавської губернії заснувала на березі річки Берди невелике село, назвавши його Новоспасівкою. За народними переказами перші поселенці прибули сюди у «спасів день», звідси й походить назва села.
Кількість населення поступово зростала за рахунок втікачів від кріпацької неволі з півночі України. Після повернення на батьківщину козаків Задунайської Січі значна частина їх оселилася і в Новоспасівці. Жителі Новоспасівки були зараховані до складу Азовського козацького війська. З того часу село стало називатися станицею. Тут збудували кам'яну церкву, відкрили станичне правління та поштову станцію. Через Новоспасівку проходив поштовий шлях з Бердянська до Маріуполя.
Протягом перших десятиліть в господарстві переважало тваринництво: задунайці пригнали з собою табуни коней, велику рогату худобу та отари овець. Оскільки через Бердянський порт йшла жвава хліботоргівля з закордоном, у Новоспасівці, як прилеглому селі, швидкими темпами розвивалося хліборобство. Значна кількість зерна поступала на ринок. Тваринництво, як і рибальство, перетворилося у допоміжну галузь господарства.
Напередодні реформи 1861 року Новоспасівка була вже великим населеним пунктом, у якому налічувалося 510 дворів, де проживало 3182 чоловіки.
Після закінчення 1914 року семінарії   в церкві Новоспасівки служив  другим псаломником без казенної платні Федір Андрійович Чепурківський
Під час організованого радянською владою Голодомору 1932—1933 років померло щонайменше 208 жителів села.
19 жовтня 2014 року у селі невідомими було завалено пам'ятник Леніну. Наприкінці листопада 2020 року, на місці пам'ятника Леніну, за кошти прихожан Свято-Покровського храму ПЦУ, а також небайдужих членів громади села встановлено скульптуру Христа Спасителя.
У кінці лютого 2022 року окуповане російськими військами.

## Населення
Згідно з переписом УРСР 1989 року чисельність наявного населення села становила 5174 особи, з яких 2258 чоловіків та 2916 жінок.
За переписом населення України 2001 року в селі мешкало 4650 осіб.

### Мова
Розподіл населення за рідною мовою за даними перепису 2001 року:
| Мова       | Відсоток |
| ---------- | -------- |
| українська | 88,52 %  |
| російська  | 11,03 %  |
| вірменська | 0,30 %   |
| білоруська | 0,04 %   |
| болгарська | 0,02 %   |
| молдовська | 0,02 %   |
| угорська   | 0,02 %   |

## Економіка
- «Авангард», агрофірма, ТОВ.
- «Айстра», ТОВ.
- Сільськогосподарський кооператив «Берда».
- ТОВ «Агро-Іскра».
- ТОВ «Агро-Дружба».
- ТОВ «Агро-Юні».
- ТОВ «Степ».
- Ф/u «Азов»

## Об'єкти соціальної сфери
- Школа I—III ст.
- Дитячий садочок.

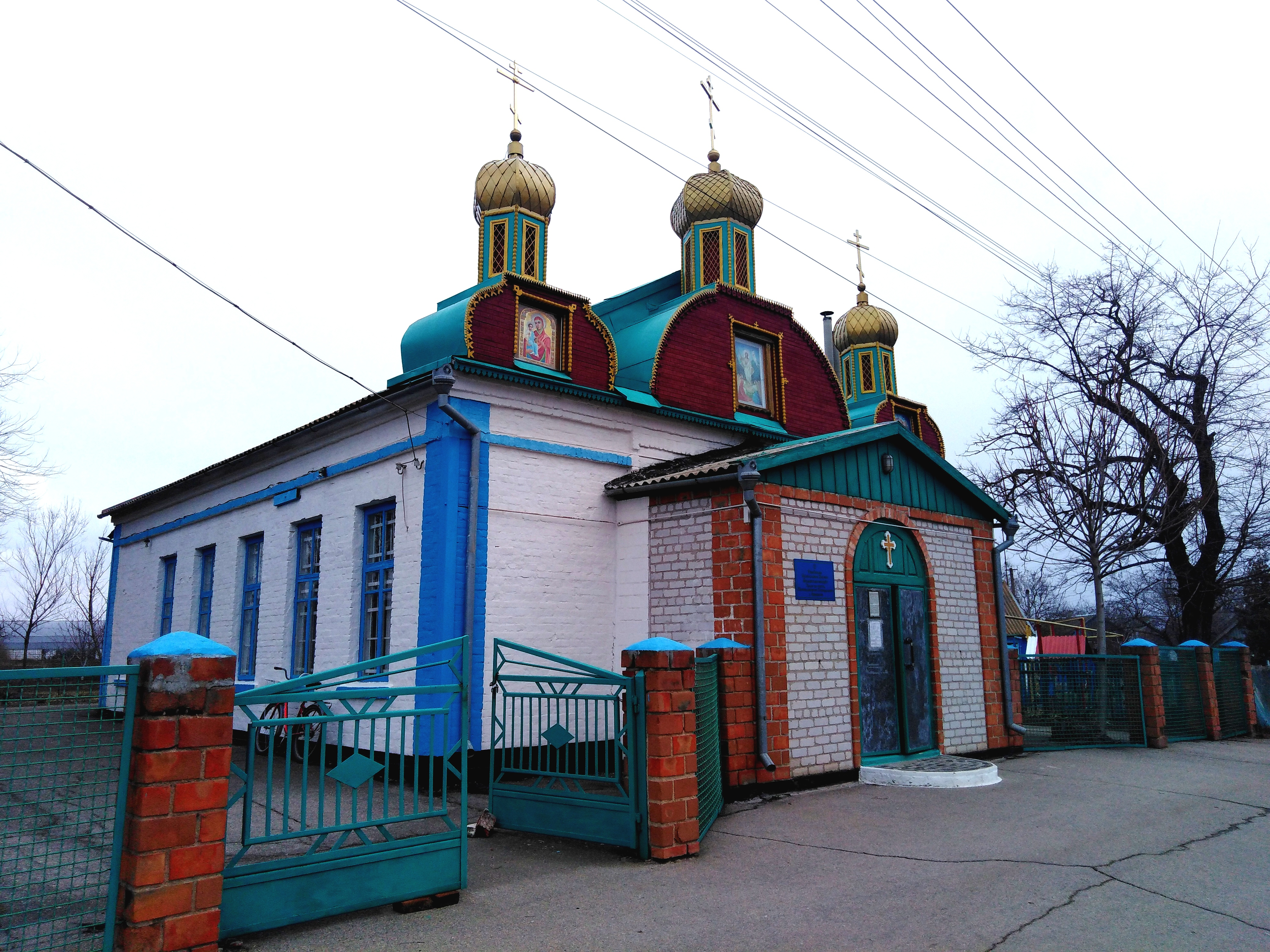
Храм

- Осипенківський професійний аграрний ліцей (ОПАЛ)
- Стадіон.
- Лікарня і поліклініка.
- Осипенківське лісомисливське господарство.
- Будинок культури.
- Кілька клубів.
- КЗ «Осипенківський народний краєзнавчий музей» Осипенківської сільської ради[8].

## Відомі особи

### Народилися
- Білаш Віктор Федорович (1893—1938) — начальник штабу армії Махна, один з керівників махновського руху.
- Бондарець Лука Никифорович (1892—1920) — анархо-махновець, учасник махновського руху.
- Зубко Владислав Олександрович (1995—2022) — молодший сержант Національної гвардії України, учасник російсько-української війни.
- Осипенко Поліна Денисівна (1907—1939) — українська льотчиця-рекордсменка, Герой Радянського Союзу, на її честь було перейменоване село.
- Ревуцький Віктор Костянтинович (1922—1944) — радянський льотчик-винищувач.

### Пов'язані із селом
- Зюзь Володимир Іванович (1948—2014) — вояк батальйону «Айдар», похований у селі.

## Пам’ятники та меморіали
На території селища Осипенко знаходяться декілька пам’ятників. Серед них, братська могила радянських воїнів загиблим у Німецько-радянській війні (1941-1945), пам'ятник та погруддя П. Д. Осипенко.
Існуючі пам’ятники

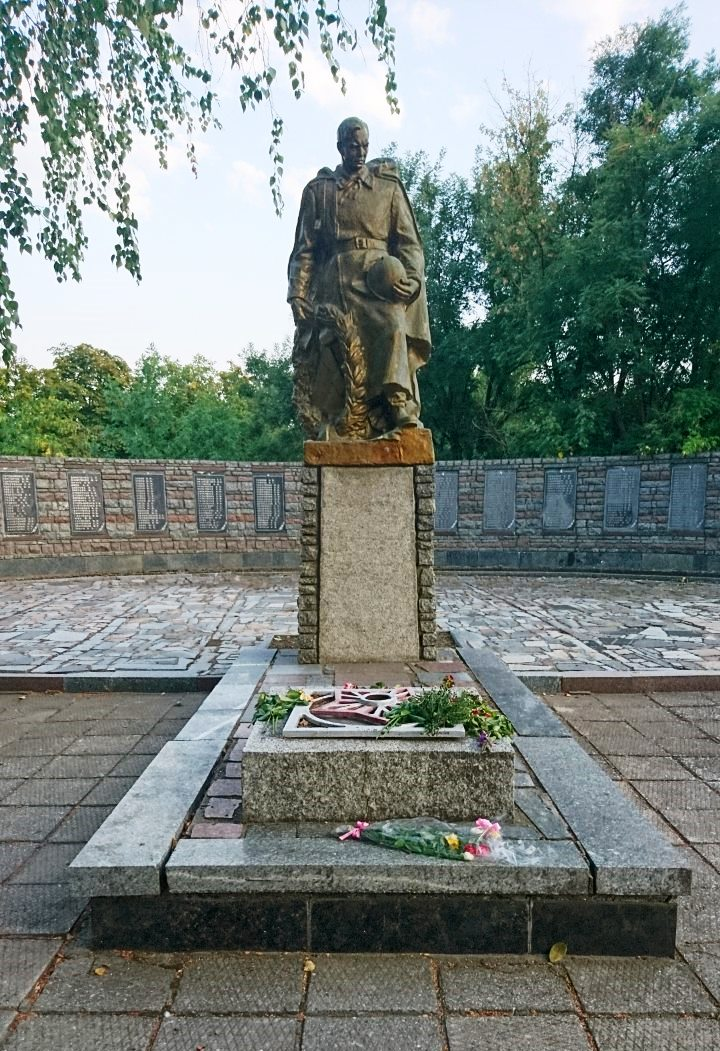
Братська могила радянських воїнів загиблим у Німецько-радянській війні (1941—1945)
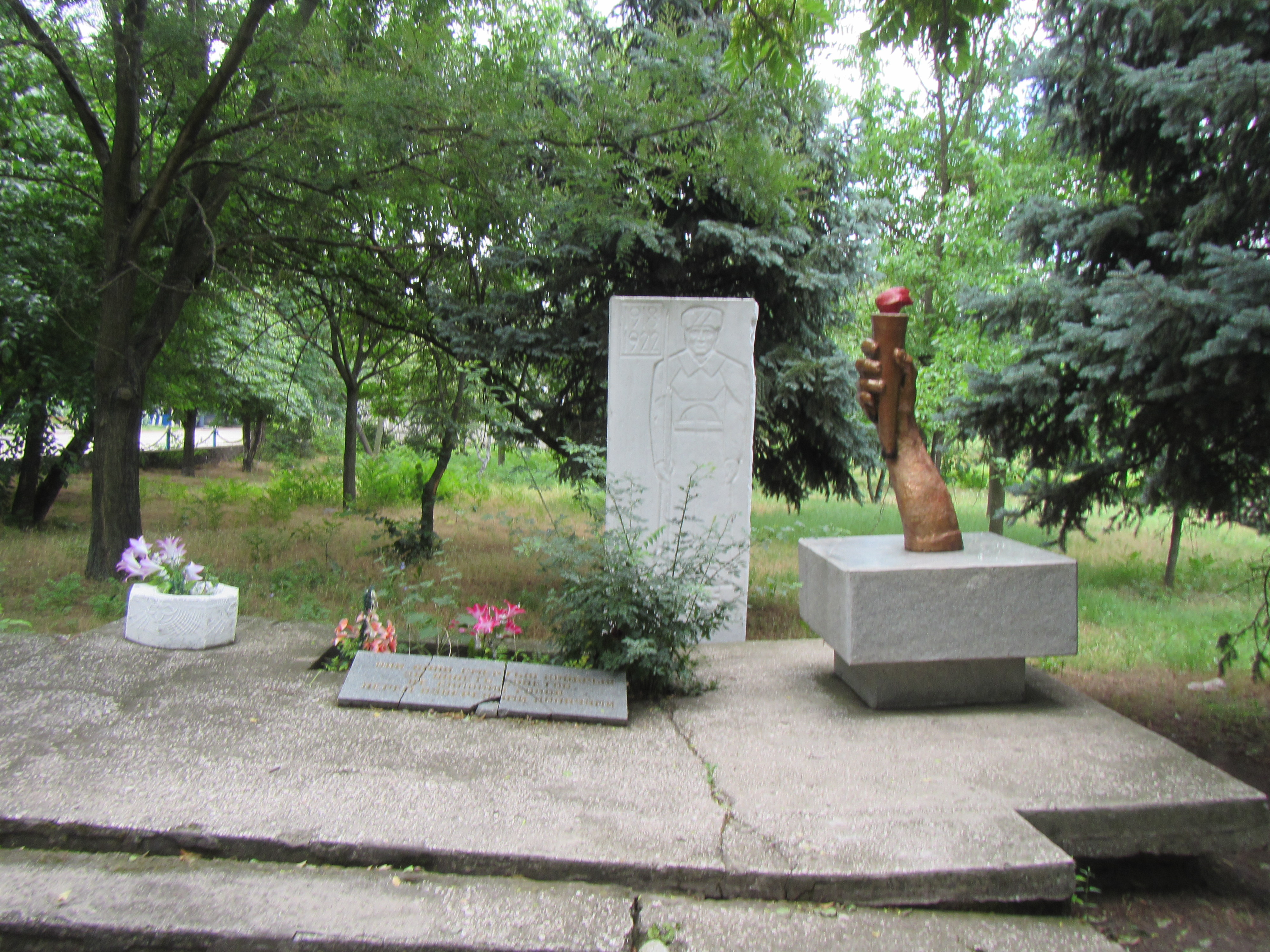
Братська могила радянських воїнів загиблим у Німецько-радянській війні (1941—1945)
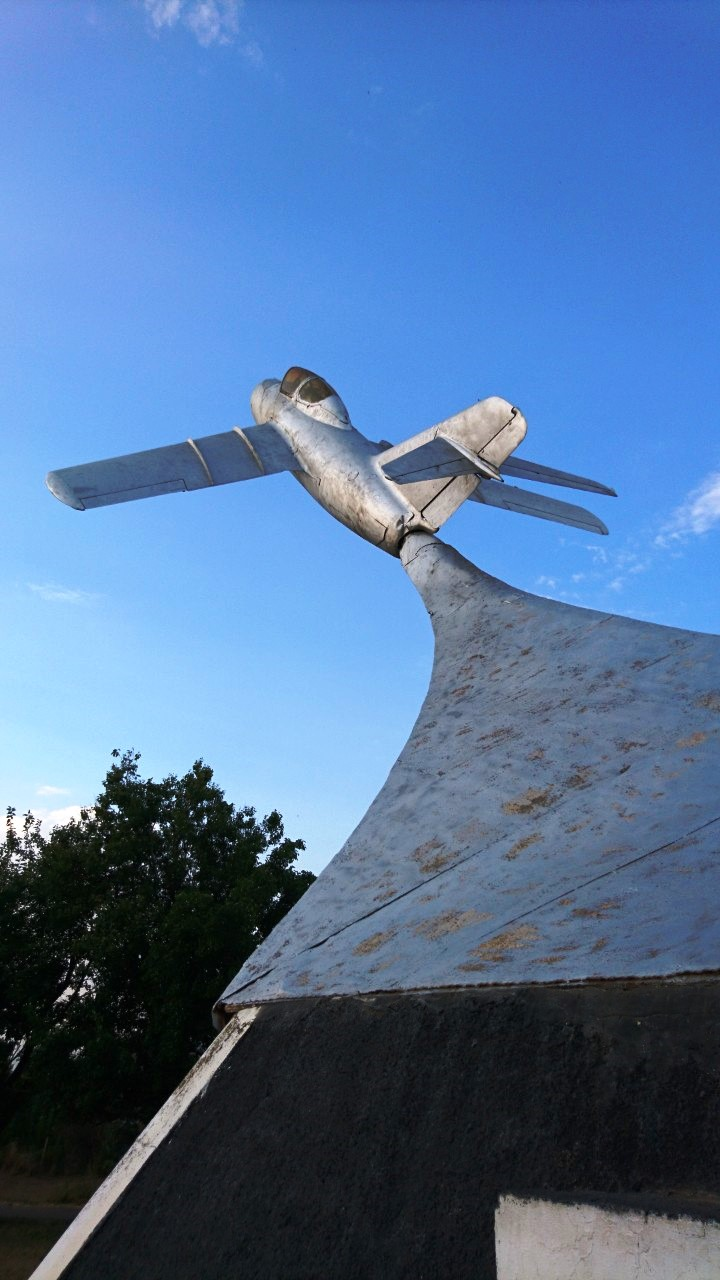
Пам'ятник П. Д. Осипенко
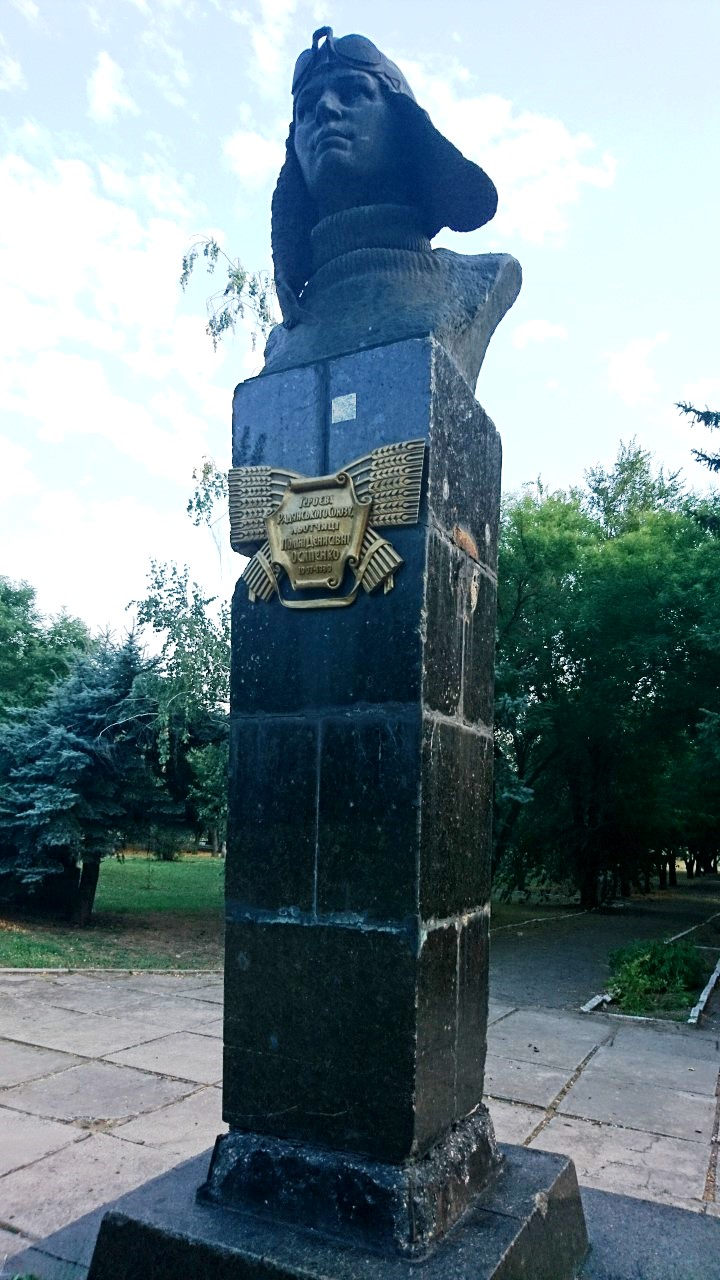
Погруддя П. Д. Осипенко